# 이숙번 묘
이숙번 묘는 대한민국 경기도 시흥시 산현동에 있다. 2006년 12월 5일 시흥시의 향토유적 제18호로 지정되었다.

## 개요
조선 전기 문신인 이숙번(1373~1440)의 묘이다.

## 같이 보기
- 이숙번